# Jasperina de Jong
Pour les articles homonymes, voir de Jong.
 (janvier 2019).
Si vous disposez d'ouvrages ou d'articles de référence ou si vous connaissez des sites web de qualité traitant du thème abordé ici, merci de compléter l'article en donnant les références utiles à sa vérifiabilité et en les liant à la section « Notes et références ».
Jasperina de Jong, née le 7 janvier 1938 à Amsterdam,, est une actrice, chanteuse, auteure-compositrice-interprète et artiste de cabaret néerlandaise.

## Filmographie

### Cinéma et téléfilms
- 1974 : Am laufenden Band : La chanteuse
- 1985 : Fien : Fien de la Mar
- 1987 : Vroeger is dood : Inez
- 1989 : Jan Rap en z'n maat (nl) : Elly
- 1993 : Niemand de deur uit (nl) : Giselle de Bruin
- 1994 : Alle kinderen de deur uit : Carolien van West
- 1994 : Een galerij (nl) : Mieke
- 2001 : Saint Amour (nl) : Liliane
- 2001 : Wilhelmina (nl) : Emma
- 2004 : Confiture (nl) : Odette

## Discographie[3]

### Albums studios
- 1967 : Jasperina de Jong
- 1967 : Jasperina de Jong - van Eduard Jacobs tot Guus Vleugel
- 1967 : De stunt
- 1969 : Sweet Charity
- 1969 : Een tien voor Jasperien!
- 1969 : Rust noch duur - liedjes uit de Lurelei-televisieserie
- 1969 : Jasperina Live!
- 1970 : Nieuwe liedjes uit Rust noch duur
- 1971 : De Jasperina Show
- 1973 : Jasperina's grote egotrip
- 1975 : Een portret van Jasperina de Jong
- 1975 : De engel van Amsterdam
- 1975 : Jasperina Solo
- 1975 : Luister naar... Jasperina de Jong
- 1977 : Cabaret
- 1977 : Hoe wordt een mens een ster
- 1980 : Thuis Best
- 1981 : Tussen zomer en winter
- 1982 : Fien
- 1983 : De Jasperina Show
- 1985 : Het beste van Jasperina de Jong
- 1986 : De gekkin van de gracht
- 1986 : Het Dubrodoek gaat op voor Jasperina de Jong
- 1991 : Tour de Chant
- 1997 : Lang leve de opera
- 1997 : Portret
- 1998 : Sieben Rosen hat der Strauch
- 1998 : Kalm, kalm en andere Nederlandse liedjes
- 2000 : Portret 2'
- 2000 : Kurt Weill: Die sieben Todsünden & various songs